# Monofoni (ljudteknik)

Piktogram för monofoni, där den svarta kvadraten symboliserar en ljudkanal eller högtalare

Monofoni (eller mono) är i ljudtekniken en ljudåtergivningsmetod där man använder endast en överföringskanal för att bära fram ljudet. Även om ljudåtergivningskällorna (till exempel högtalarna) är två eller flera är ljudåtergivningen monofonisk.